# St-Guénolé (Penmarch)

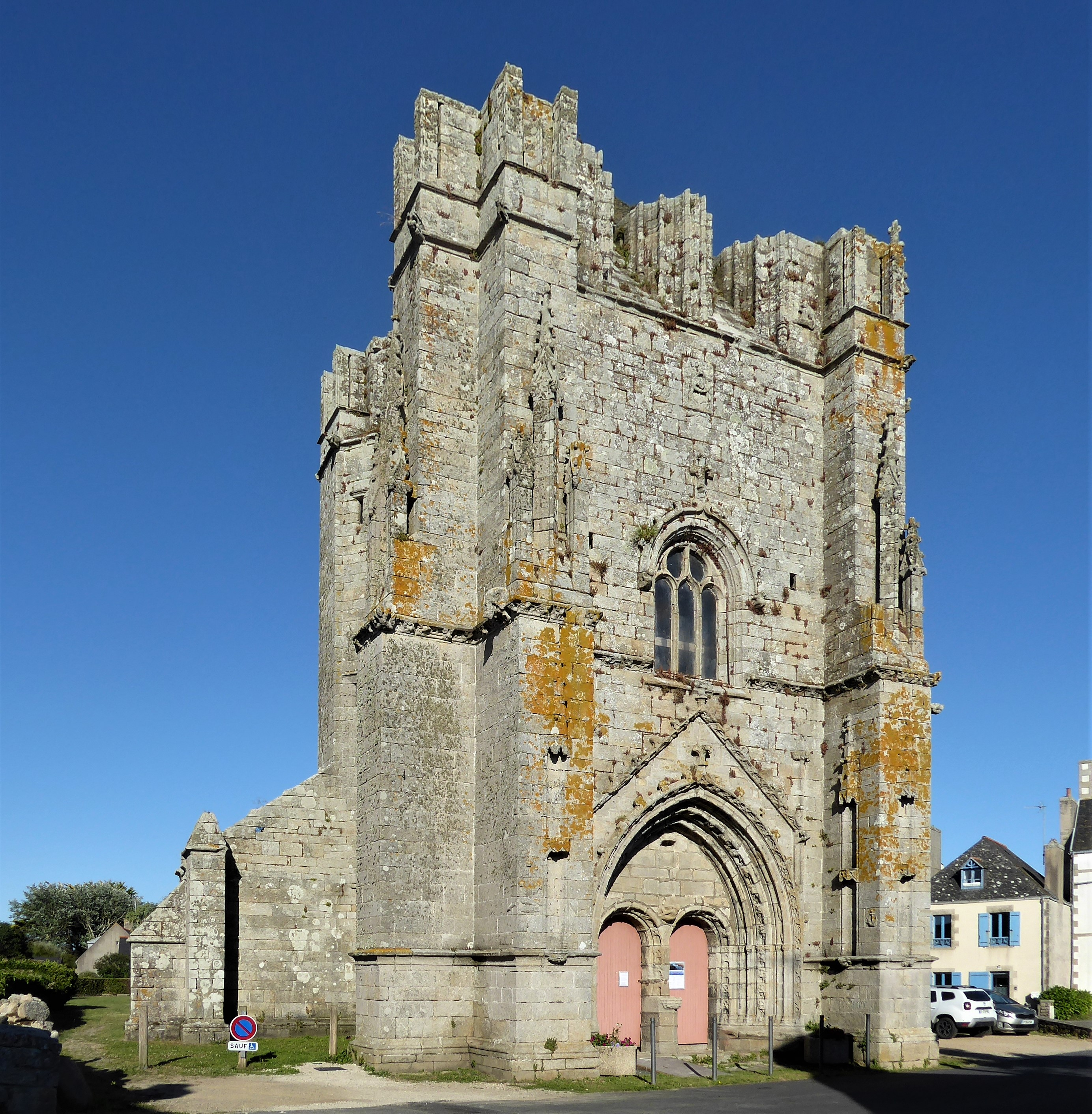
Die Ruine St-Guénolé

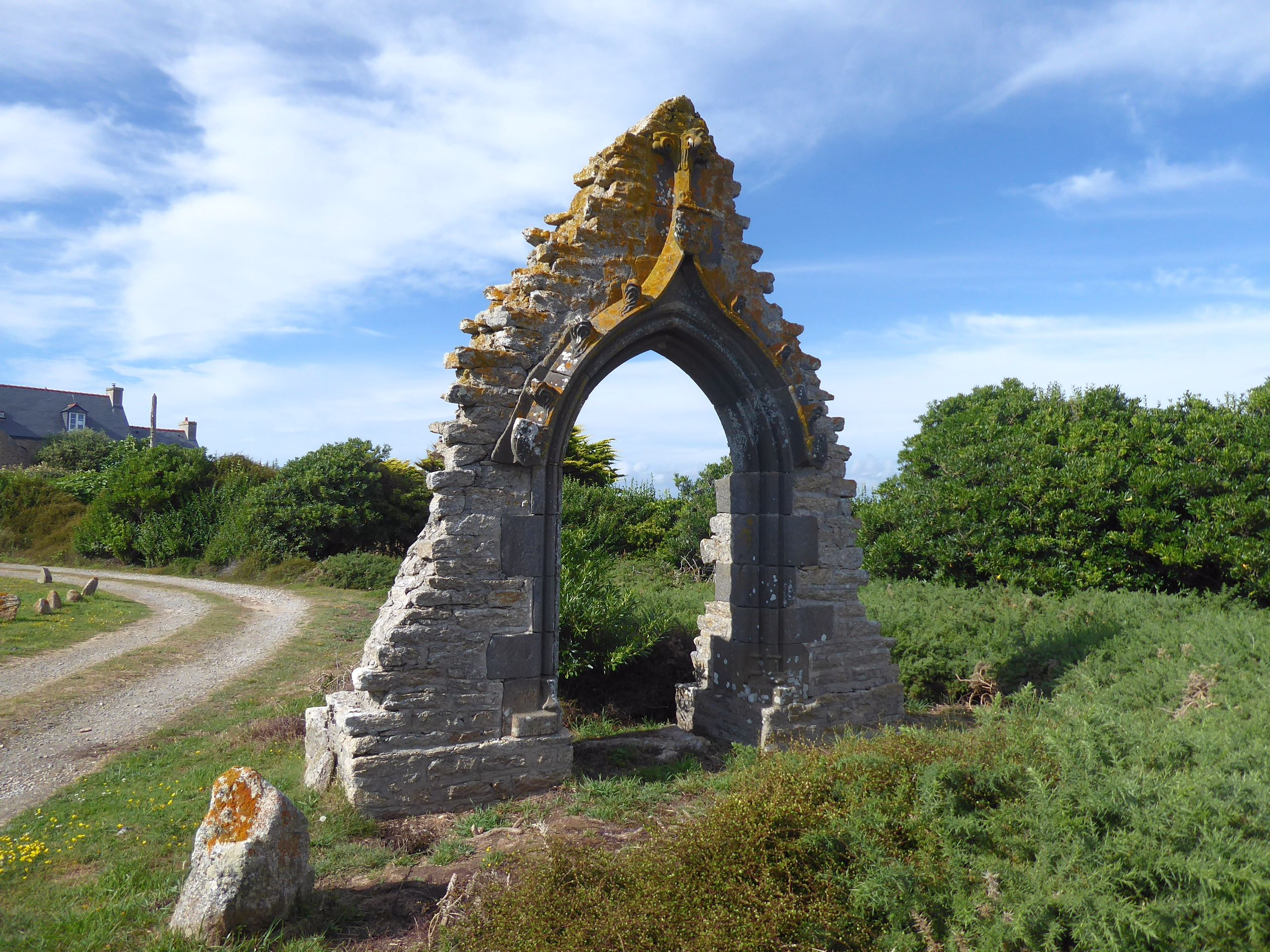
Das gotische Portal am Strand von Saint-Guénolé

St-Guénolé (heute auch französisch Tour carrée) ist die Ruine der früheren römisch-katholischen Pfarrkirche des Ortsteils Saint-Guénolé  von Penmarch in der Bretagne. Die Ruine ist seit 1916 als Monument historique klassifiziert.

## Geschichte
Die dem Patrozinium des heiligen Guengalaenus unterstehende spätgotische Kirche wurde 1488 fertiggestellt. Der heute noch erhaltene mächtige Kirchturm wurde offenbar niemals vollendet.
Die Kirche entstand als Abpfarrung von Beuzec als das Dorf Saint-Guénolé durch Fischerei größere Bedeutung erlangt hatte. Das Langhaus der Kirche erreichte eine Länge von 38 Metern. Vermutlich wurde die Kirche während der Plünderung Penmarchs durch Guy Éder de La Fontenelle schwer beschädigt. Wegen des ruinösen Zustands des Gotteshauses untersagte eine bischöfliche Anordnung 1722 den Gebrauch des Gebäudes. 1745 wurde die Kirche endgültig aufgegeben.
Nach der Niederlegung der Kirche wurde die südliche Vorhalle mit einem schönen Portal im Château de Kernuz in Pont-l'Abbé verbaut. Nahe dem Strand von Saint-Guénolé wurde ein Portal im Stild der Flamboyantgotik aufgebaut, das möglicherweise von der Kirche stammt.